# Stereoscopi del XX secolo
Di seguito viene riportato un elenco di stereoscopi del XX secolo conosciuti, suddivisi in base al supporto utilizzato.

## Tipi di stereoscopio
Poiché nel XX secolo gli stereoscopi usano prevalentemente diapositive come supporto per le immagini stereoscopiche, si distinguono in:
- Stereoscopi per stampe su carta: versioni moderne dello stereoscopio ottocentesco che utilizzano come supporto stampe su carta.
- Stereoscopi a pellicola: visori stereo che utilizzano come supporto strisce di pellicola da più di una coppia di immagini ciascuna, non suddivise e non montate separatamente in schede, telaietti o cartucce.
- Stereoscopi a schede: visori stereo che utilizzano come supporto schede di cartoncino rettangolari o telaietti da una o più coppie di diapositive stereoscopiche, montate separatamente o a coppie sulla medesima diapositiva, come nel sistema beam splitted.
- Stereoscopi a dischetti: visori che usufruiscono di diapositive montate su dischetti, ad avanzamento circolare, a coppie di 7 diapositive stereoscopiche. Il sistema è stato inventato da William Gruber per il visore View-Master nel 1938, commercializzato inizialmente dalla Sawyer's e in seguito imitato da altri sistemi in tutto il mondo.

## Stereoscopi per stampe su carta
Nel primo quarto del Novecento lo stereoscopio ottocentesco era ancora molto diffuso e versioni moderne perfezionate dello stesso, continuarono ad essere diffuse e così gli stereogrammi su carta.
A partire dagli anni trenta, tuttavia, col diffondersi della diapositiva come supporto per le immagini stereoscopiche, questo sistema è andato via via scomparendo. Esistono tuttavia stereoscopi prodotti durante il XX secolo che utilizzano lo stereogramma stampato su carta, tuttavia si tratta di un formato molto raro e destinato pressoché solo all'infanzia.
| Nome                     | Casa produttrice             | Paese di produzione | Anno inizio produzione | Anno fine produzione | Note | Immagine |
| ------------------------ | ---------------------------- | ------------------- | ---------------------- | -------------------- | --- | -------- |
| 3DIQ                     | XM Corporation               | Stati Uniti         | 1999                   | 1999                 | Il visore 3DIQ utilizza il vecchio sistema dello stereoscopio a specchi, e come supporti due immagini stampate separate, da alloggiare individualmente ognuna al lato opposto del visore. |          |
| Beka Star 3D Wonderscope | Mettoy Playcraft Ltd         | Regno Unito         | anni cinquanta         | anni cinquanta       | Versione giocattolo del classico stereoscopio Holmes ottocentesco, in plastica, utilizza come supporto stampe su cartoncino.. |          |
| Camerascope              | Cavanders Ltd                | Stati Uniti         | 1927                   | 1927                 | Stereoscopio pieghevole, tascabile, in acciaio verniciato nero. Permetteva di vedere delle stampe stereoscopiche regalate con le sigarette Army Club. |          |
| Lone Star Space Viewer   | DCMT Ltd                     | Regno Unito         | 1956                   | 1956                 | Piccolo visore giocattolo per stereogrammi singoli riproducenti fumetti tratti da The Lone Star Magazine. |          |
| Loreo                    |                              |                     |                        |                      | Sistema per scattare immagini stereoscopiche su pellicola e visore per osservare le stampe. |          |
| Pentax O-3DV1            | Pentax                       | Giappone            |                        |                      | Abbinato alla fotocamera Pentax Optio 430RS, il visore pieghevole in plastica O-3DV1, permette di visualizzare le stampe stereoscopiche realizzate con questo apparecchio. La fotocamera Optio 430RS permette di realizzare tanto stereogrammi paralleli, quanto immagini stereoscopiche cross-eyed.                     |          |
| See-A-Show               | Kenner Products Co.          | Stati Uniti         | 1964                   | 1969                 | Piccolo visore giocattolo per schede rettangolari illustrate da disegni stereoscopici. Le schede erano fabbricate in carta molto sottile e perciò venivano retroilluminate. La Kenner divenne celebre negli anni settanta per la produzione delle action figure dei personaggi della saga di Guerre stellari.            |          |
| Stereoscope              | Brugière                     | Francia             | anni quaranta          | anni cinquanta       | Lo stereoscopio Brugière utilizzò vari formati. I primi modelli (dal No. 1 al No. 7), erano una versione moderna dello stereoscopio di Brewster, con un alloggiamento, poco luminoso, per stereogrammi su carta. |          |
| Stitz SV-2               | Itzuki Instrument Company    | Giappone            | anni settanta          | anni settanta        | Stereoscopio giapponese per stampe su carta. Il visore offre la possibilità di aggiustare la distanza tra le lenti. |          |
| Tri-Scope                | Craftsmen's Guild            | Stati Uniti         | 1958                   | 1958                 | Piccolo stereoscopio giocattolo per stampe su cartoncino. |          |
| Verascope                | Jule Richard                 | Francia             | 1930                   | 1930                 | Aggiornamento del classico stereoscopio di Brewster. Jule Richard produceva tutta una serie di apparecchi destinati alla fotografia stereoscopica. |          |
| Vistascreen              | The Vistascreen Company Ltd. | Regno Unito         | anni sessanta          | anni sessanta        | Il sistema Vistascreen era costituito da un visore pieghevole in plastica dotato di lenti, per visualizzare coppie di immagini stereoscopiche stampate su carta lucida di buona qualità. Gli stereogrammi erano venduti in raccolte di dieci soggetti. Il visore Vistascreen divenne popolare ed ebbe alcune imitazioni. |          |
| View-A-Scope             |                              | Australia           |                        |                      | Imitazione del sistema Vistascreen. |          |
| Wild                     |                              |                     |                        |                      | Stereoscopio per visionare stereogrammi. |          |

## Stereoscopi a pellicola
Stereoscopi che utilizzano strisce di pellicola diapositiva a scorrimento orizzontale o verticale.
In questi stereoscopi le diapositive, non sono separate, ma vengono stampate su di un unico pezzo di pellicola, dove sono presenti una o più coppie di immagini.
Le strisce di pellicola a scorrimento orizzontale sono prevalentemente in formato 35 mm e presentano immagini alternate a coppie di due. Le strisce di pellicola a scorrimento verticale, presentano coppie di immagini consecutive, e sono concettualmente simili alle schede di cartoncino a scorrimento verticale.
Talvolta queste strisce di pellicola sono contenute in uno stereoscopio monouso e non sono perciò intercambiabili.
| Nome                           | Casa produttrice             | Paese di produzione | Anno inizio produzione  | Anno fine produzione    | Note |
| ------------------------------ | ---------------------------- | ------------------- | ----------------------- | ----------------------- | --- |
| 3Discover                      | 3D Vision International Inc  | Canada              | 1998                    | 1998                    | Così come per il precedente Stereopocket, anche questo visore utilizza come supporto una cartuccia contenente una pellicola a scorrimento orrizontale. L'avanzamento avviene grazie a un motore e il visore offre inoltre la possibilità di aggiustare la distanza tra le due lenti (da 5,5 cm a 6,5 cm).                                                                                             |
| Celdé                          | C.L.D.                       | Francia             |                         |                         | Il sistema Celdé, il cui appareil stéréoscopique era costruito in cartone rigido, utilizzava un insolito sistema a pellicola diapositiva 120 mm in bianco e nero, a scorrimento verticale. |
| Mickey Mouse McDonald's Viewer | McDonald's                   | Stati Uniti         | 1999                    | 1999                    | Visore realizzato da McDonald's per promuovere l'apertura del Disneyland Resort Paris, si tratta di un Topolino composto da più parti, ognuna delle quali con una funzione diversa, la testa è uno stereoscopio contenente una serie fissa di diapositive stereoscopiche. |
| Mikro-Kino                     | Mikro-Kino Kommandiittiyhtiö | Finlandia           | anni cinquanta/sessanta | anni cinquanta/sessanta | Copia del visore Tru-Vue degli anni trenta, come supporto utilizzava strisce di pellicola in bianco e nero da 16 o 32 immagini. |
| Novelview                      | Novelart Company             | Stati Uniti         | anni trenta             | anni trenta             | Sistema che, similarmente al Tru-Vue, utilizza strisce di pellicola diapositiva in bianco e nero 35 mm. |
| Pan-Pet                        | Gakken Co.Ltd.               | Giappone            | 1969                    | 1969                    | Stereoscopio giapponese che utilizzava strisce di pellicola 35 mm da 20 immagini panoramiche ciascuna. La pellicola a scorrimento verticale, veniva fatta scorrere con delle manopole, le immagini, riflesse da specchi posti a 45º venivano illuminate da un diffusore posto nella parte superiore del visore. La Gakken, sorta nel 1946, è tuttora operante nel campo dell'editoria per l'infanzia. |
| Pocket Monster                 |                              | Corea del Sud       | 1999                    | 1999                    | Visore stereoscopico con immagini dei cartoni animati dei Pokémon. |
| Stéréo Alain                   |                              | Francia             | anni cinquanta          | anni cinquanta          | Come il Celdé anche questo stereoscopio utilizzava pellicola 120 mm a scorrimento verticale. Veniva commercializzato con vedute di Lourdes. |
| Stereopocket                   | 3Diland                      | Italia              | 1976                    | 1976                    | L'italiano Stereopocket della 3Diland, utilizza un originale sistema a cartuccia, all'interno della quale scorre una pellicola diapositiva con 50 coppie di immagini stereoscopiche. |
| Super-View                     | The Hong Kong Viewers        | Hong Kong           |                         |                         | Versione cinese del giapponese Pan-Pet prodotto dalla Gakken e che ne sfruttava lo stesso sistema. |
| Super Views                    | Aussie                       | Australia           | anni cinquanta          | anni cinquanta          | Raro stereoscopio australiano che utilizza pellicola diapositiva 35 mm, similmente al formato Tru-Vue. |
| Tru-Vue                        | Tru-Vue                      | Stati Uniti         | 1931                    | 1951                    | Tru-Vue è il visore stereo responsabile di aver rilanciato lo stereoscopio nel Novecento, utilizzando come innovativo supporto pellicola fotografica diapositiva 35 mm. |
| True-Vue                       | Signalling Equipment Ltd.    | Regno Unito         | anni cinquanta          | anni cinquanta          | Vera e propria imitazione inglese dello stereoscopio Tru-Vue del 1947. Utilizzava, come l'originale, strisce di pellicola 35 mm in bianco e nero, proponendo vedute inglesi. |

## Stereoscopi a schede o telaietti
Stereoscopi che utilizzano diapositive montate su telaietti o su schede di cartoncino, plastica o altri materiali, a inserimento dall'alto o laterale, scorrimento verticale od orizzontale, a soggetto singolo o multiplo.
Nonostante lo scarto tra gli occhi sia sempre il medesimo, le schede utilizzate da questi sistemi presentano vari formati e dimensioni, e sono perciò molto raramente interscambiabili (uno standard compatibile a più visori è ad esempio lo Stereo Realist) al contrario delle strisce di pellicola 35 mm o dei dischetti del sistema View-Master e delle sue imitazioni.
| Nome                 | Casa produttrice                      | Paese di produzione | Anno inizio produzione  | Anno fine produzione    | Note |  |
| -------------------- | ------------------------------------- | ------------------- | ----------------------- | ----------------------- | --- |  |
| Armme Stereoscope    | Armme Company LTD                     | Stati Uniti         | anni cinquanta/sessanta | anni cinquanta/sessanta | Visore stereoscopico per visualizzare diapositive stereoscopiche singole, retroilluminato. |  |
| Brumberger           | Brumberger Sales Corporation          | Stati Uniti         | 1962                    | 1962                    | Brumberger utilizzava schede a un singolo soggetto. |  |
| Cmepeockon           |                                       | Bulgaria            | anni sessanta           | anni sessanta           | Visore a schede a scorrimento verticale composte da otto coppie di diapositive stereoscopiche. |  |
| Colorelief           | Colorelief                            | Francia             | anni cinquanta          | anni sessanta           | Colorelief realizzò alcuni visori stereoscopici in bachelite e plastica, che utilizzavano un sistema a schede similare a quello Brugière: le stereocartes dei due sistemi sono infatti interscambiabili. |  |
| Conway Colourscope   | Standard Cameras Ltd.                 | Regno Unito         | anni cinquanta          | anni cinquanta          | Sistema di diapositive stereoscopiche a soggetto singolo montate su telaietti in plastica. La Standard Cameras produceva equipaggiamento per realizzare fotografie stereoscopiche fin dagli anni venti. |  |
| Graf                 | Dole-Jura                             | Francia             | 1957                    | 1957                    | Visore a schede da 5 coppie di diapositive nel formato ROMO e costruito su licenza di quest'ultimo |  |
| Guild Viewer         | Craftsmen's Guild                     | Stati Uniti         | 1955                    | 1955                    | Visore stereoscopico per diapositive in formato Realist (popolare fotocamera per fotografia stereoscopica amatoriale). |  |
| Hama                 | ?                                     | ?                   | ?                       | ?                       | Stereoscopio per coppie di diapositive stereo. |  |
| Le Bengali           |                                       | Stati Uniti         | anni cinquanta          | anni cinquanta          | Visore stereoscopico francese, prodotto e venduto a Lourdes, distribuito con soggetti religiosi e come souvenir del pellegrinaggio. Usava schede a scorrimento orizzontale, con due soggetti ciascuna. |  |
| Magicolor            | Colorscope Inc.                       | Stati Uniti         | anni quaranta           | anni quaranta           | Il sistema è uno dei primi ad usare delle schede a scorrimento verticale, contenente più copie di diapositive |  |
| Maliscop             | Heinrich Malinski                     | Germania Est        | 1955                    | 1955                    | Stereoscopio per diapositive di grande formato, simile al sistema Realist.. |  |
| MARTE                |                                       | Spagna              | anni sessanta           | anni sessanta           | Visore spagnolo di grande formato, con schede di 10x20cm da 6 diapositive ciascuna. L'avanzamento verticale delle schede avviene manualmente, il che ne comporta una non sempre perfetta centratura. |  |
| Modelscope           |                                       | Stati Uniti         | anni quaranta           | anni quaranta           | Curioso sterescopio prodotto a Hollywood e destinato alla visione di nudi femminili. Utilizzava schede a scorrimento orizzontale con strisce di pellicola da 3 coppie di immagini ciascuna. Una rara scheda conteneva immagini stereoscopiche di Marilyn Monroe. |  |
| Minori               | Rokuwa Company Ltd.                   | Giappone            | anni sessanta           | anni sessanta           | Visore pieghevole in metallo per schede a diapositive da un soggetto ciascuna. La Rokuwa commercializzava anche fotocamere con il marchio Rocca.. |  |
| OXO                  | OXO                                   | Regno Unito         | anni sessanta           | anni sessanta           | Visore pieghevole di cartoncino per schede da una singola coppia di diapositive, realizzato a scopo promozionale dalla OXO. |  |
| Pana-Vista           |                                       | Hong Kong           |                         |                         | Visore pieghevole per diapositive stereoscopiche panoramiche di vario formato e diapositive formato Realist. |  |
| Radex                | Radex Stereo Co.                      | Stati Uniti         | anni sessanta           | anni sessanta           | La Radex produsse due tipi di visori: uno economico in plastica leggera, adatto per la visione di storie per bambini, vendute in set di sei schede da un soggetto l'una, l'altro, più sofisticato, in metallo, dotato di messa a fuoco e con la possibilità di essere utilizzato per la visione di diapositive 35 mm. Veniva infatti venduto a parte un set di adattatori che permetteva di montare normali telaietti per diapositive non stereoscopiche, a coppie di due, così da non richiedere particolari sistemi di intelaiatura. |  |
| RoMo                 | RoMo                                  | Francia             | anni cinquanta          | 1968-69                 | Visore francese prodotto a Parigi che utilizzava schede a scorrimento verticale da 12 immagini stereoscopiche. Le schede avevano come soggetti arte, scienza, storia, geografia e turismo. Esistevano visori per bambini, con avanzamento manuale delle schede, e per adulti, con avanzamento meccanico. Il nome RoMo deriva dal suo creatore Robert Mouzillat. |  |
| See-A-Show           | Kenner                                | Stati Uniti         | ?                       | ?                       | Visore stereoscopico a schede statunitense realizzato dalla Kenner in alcune sue linee di giocattoli. Esistono sicuramente almeno due versioni, la prima realizzata per la linea di giocattoli ispirata alla serie televisiva L'uomo da sei milioni di dollari e la seconda realizzata per lo spin-off di quest'ultima, La donna bionica. |  |
| SKF-1                |                                       | Ucraina             |                         |                         | Si tratta di un kit per la realizzazione e la visione di diapositive stereoscpiche su unico fotogramma 24x36. |  |
| Standard II          | Rada-Metallwarenfabrik                | Germania Ovest      | 1955                    | 1955                    | Visore tedesco in metallo, dotato di autofocus, per due formati di diapositive intelaiate. |  |
| Stéréoclic           | Stéréofilms Bruguière                 | Francia             | anni cinquanta          | anni sessanta           | La versione finale dello stereoscopio Brugière si ispirava al tardo sistema Tru-Vue, con schede di cartone a scorrimento verticale (stéréocarte). Lo Stéréoclic Brugière ha l'originale caratteristica di permettere l'avanzamento della scheda in due direzioni: in alto e in basso. |  |
| Stereocolor          | Brugière                              | Francia             | anni cinquanta          | anni cinquanta          | Dopo una lunga serie di stereoscopi classici prodotti dalla Brugière, lo Stereocolor, utilizza come supporto una scheda di plastica a scorrimento orizzontale. |  |
| Stereocolor          | The International Stereocolor Company | Italia              |                         |                         | Stereoscopio italiano prodotto a Bologna, molto simile al Colorelief francese. Utilizzava come supporto schede rettangolari a scorrimento verticale da 8 coppie di diapositive. |  |
| Sterolist            |                                       | Regno Unito         | anni cinquanta          | anni cinquanta          | Visore inglese per schede a singolo soggetto simile al formato Stereo Realist. Presenta due modelli di visori, il visore retroilluminato, offre la possibilità di aggiustare la distanza delle lenti e la messa a fuoco. |  |
| Stereomat            | Isolan                                | Germania Ovest      | anni cinquanta          | anni cinquanta          | Visore stereoscopico tedesco che utilizzava schede di plastica a scorrimento verticale da sei diapositive stereoscopiche. |  |
| Stereomat            |                                       | Germania Est        | anni sessanta           | anni sessanta           | Stereoscopio tedesco degli anni sessanta in plastica che utilizzava schede di cartone con diapositive di ampio formato. Le schede erano a scorrimento verticale ad avanzamento manuale e ogni scheda aveva sei coppie di diapositive. |  |
| Stereopticon         | FED                                   | Unione Sovietica    | anni sessanta           | anni sessanta           | Visore stereoscopico Russo per visionare schede di diapositive singole. Il formato è compatibile con il sistema Realist. |  |
| Stéréoscope Lestrade | Lestrade                              | Francia             | 1954                    | anni settanta           | Lestrade è uno dei visori stereo europei più diffusi, anche grazie alla serie di schede aventi come soggetto Lourdes e vendute, assieme al visore, come souvenir del pellegrinaggio. I temi delle schede vanno tuttavia dai soggetti paesaggistici, alle fiabe per bambini, passando per nudi artistici. |  |
| Stereoskop           | (OMZ) Optico-Mechanical Factory       | Unione Sovietica    | anni cinquanta          | anni cinquanta          | Imitazione dello stereoscopio francese Colorelief prodotta a Leningrado. |  |
| Stereoskop           |                                       | Unione Sovietica    | anni sessanta           | anni sessanta           | Imitazione dello Stereoclic Brugière prodotta a Leningrado, ne riproduce perfettamente forma e meccanismo. |  |
| Stitz SV-1           | Itzuki Instrument Company             | Giappone            | 1973                    | 1973                    | Stereoscopio giapponese per diapositive beam splitted, cioè realizzate dividendo un unico fotogramma su diapositiva 35 mm utilizzando fotocamere a singolo obiettivo. La Stitz produceva anche lenti per realizzare le diapositive. |  |
| Stori-View           | Church-Craft Pictures Inc.            | Stati Uniti         | anni cinquanta          | anni sessanta           | Semplice ma efficace visore statunitense per schede da singola coppia di diapositive stereoscopiche a colori. Furono prodotte anche schede con due soggetti, per vedere i quali bisognava capovolgere la scheda. Il sistema Stereo-View prevedeva visori (Stereo-Viewer), prodotti anche da altre case (come il visore Pixie Viewer) e schede (Stereo-Views). |  |
| Tri-Vision           | Haneel                                | Stati Uniti         | 1946                    | 1946                    | Sistema completo per realizzare fotostereoscopiche in casa, comprendente una fotocamera stereoscopica ed un visore per diapositive 120 mm montate su telaietti di plastica. |  |
| Tru-Vue              | Sawyer's                              | Stati Uniti         | 1951                    | anni sessanta           | Dall'acquisto del Tru-Vue da parte della Sawyer's, già proprietaria del rivale View-Master, il Tru-Vue ha cominciato a usare come supporto diapositive montate su schede rettangolari da 7 soggetti ciascuna. |  |
| VIVO                 |                                       | Brasile             |                         |                         | Visore stereoscopico brasiliano che utilizza schede per diapositive in formato Stereo Realist. |  |
|                      | Sandoz                                |                     |                         |                         | Visore stereoscopico prodotto dalla Sandoz di cui si sa poco, probabilmente ad uso didattico medico. |  |

## Stereoscopi a dischetti
Stereoscopi che utilizzano diapositive montate su dischetti di cartone. Il sistema è stato originalmente inventato da William Gruber per il suo View-Master e in seguito imitato da altri prodotti similari.
| Nome                      | Casa produttrice                                                 | Paese di produzione | Anno inizio produzione  | Anno fine produzione    | Note |  |
| ------------------------- | ---------------------------------------------------------------- | ------------------- | ----------------------- | ----------------------- | --- |  |
| Arpa                      | Productos Arpa Color S.A.                                        | Spagna              | anni cinquanta          | anni cinquanta          | Visore spagnolo identico al View-Master Model C prodotto dalla Sawyer's. |  |
| de Wijs                   | de Wijs Company                                                  | Paesi Bassi         | 1997                    | 1997                    | Prodotto in tiratura limitata, per gli appassionati di View-Master, con la finalità di fornire un visore di alta qualità, lo stereoscopio de Wijs è costruito in alluminio, le lenti hanno distanza variabile e messa a fuoco. Va utilizzato con dischetti View-Master o compatibili. |  |
| Filip                     | Filmové laboratoře Gottwaldov                                    | Cecoslovacchia      | 1971                    | 1971                    | Visore pieghevole cecoslovacco per dischetti Meopta e di conseguenza compatibile anche con quelli View-Master, era dato in omaggio. |  |
| Klad                      | Okresni Kovopodnik Kladno                                        | Cecoslovacchia      | anni cinquanta-sessanta | anni cinquanta-sessanta | Il visore è una smaccata imitazione del View-Master Model E. I dischetti, costruiti in sottilissimi fogli di alluminio verniciati di verde, venivano commercializzati sotto il marchio Plastikolor. |  |
| KMart Focal Pocket Viewer | Prodev Ltd.                                                      | Stati Uniti         |                         |                         | Espressamente realizzato per dischetti View-Master, questo visore pieghevole era regalato dalla catena di negozi KMart. |  |
| Meoskop                   | Meopta                                                           | Cecoslovacchia      | anni sessanta           | anni ottanta            | Il Meoskop della Meopta (ditta cecoslovacca sorta nel 1933 e tuttora operante nel campo degli strumenti ottici militari) è una delle imitazioni più popolari e diffuse del View-Master, che offre uno spaccato della vita oltre cortina dagli anni sessanta agli anni ottanta. Il formato di dischetti Meopta è interscambiabile con quelli View-Master..                                                                                           |  |
| Noddy                     | Enid Blyton Ltd.                                                 |                     |                         |                         | Imitazione del View-Master destinata ad un pubblico infantile, la dimensione dei dischetti non è compatibile con il sistema View-Master e lo scarto tra le due lenti è troppo ridotto per essere utilizzato da un adulto. |  |
| Paris Mon Oeil            | Design 100                                                       | Francia             | 1992                    | 1992                    | Commissionato dalla Reunion Des Musees Nationaux di Parigi, veniva venduto con un solo dischetto raffigurante i monumenti di Parigi. La parte frontale del visore aveva la curiosa caratteristica di ricordare il muso di un gatto. |  |
| Photo-Scope               | Moussa Pty. Ltd                                                  | Australia           | 1947                    | 1947                    | Imitazione del View-Master australiana simile al Model C. Photoscope realizzò anche uno stereoscopio con illuminazione dall'alto e caricamento dei dischetti orizzontale, con specchi a 45º. I dischetti per questo sistema venivano venduti con il marchio Sight-Seer. |  |
| Stereobox                 | Kamenzer Spielwerke                                              | Germania Est        | anni ottanta            | anni ottanta            | Stereoscopio tedesco realizzato a imitazione di vari visori View-Master. Alcuni di essi venivano realizzati per essere commercializzati in Arabia Saudita. |  |
| Stereo•Rama               | I.F.A.S. Stereo•Rama Generalstereo Bromostampa Technofilm        | Italia              | 1955                    | fine anni sessanta      | Prodotto a Milano da una serie di ditte tra anni cinquanta e sessanta, lo Stereo•Rama è, assieme al Meoskop della Meopta, tra le imitazioni di View-Master più popolari. Il sistema prevede una vasta serie di dischetti realizzati appositamente per questo visore, costruito per lo più in bachelite e comprendente anche alcuni modelli con messa a fuoco regolabile.                                                                            |  |
| Stereomax                 | Stereomax                                                        | Italia              | ?                       | ?                       | Sistema italiano che prevedeva visori stereoscopici e dischetti imitazione del View-Master, prodotti parallelamente alla Stereo•Rama. |  |
| Tele-Visex                | Alto-Relevo                                                      | Brasile             | anni cinquanta          | anni cinquanta          | Imitazione brasiliana del View-Master Model C. A differenza dell'originale però è chiuso con dei rivetti e può pertanto venire aperto per una eventuale pulizia. Anche i dischetti prodotti dalla Alto-Relevo per il sistema Tele-Visex erano imitazioni dei dischetti View-Master, nella grafica delle buste, quando non delle vere e proprie copie che riproducevano gli originali della Sawyer's, mantenendo anche lo stesso numero di catalogo. |  |
| View-Master               | Sawyer's GAF VMI View-Master Ideal Tyco Toys Mattel Fisher-Price | Stati Uniti Belgio  | 1939                    | in produzione           | Il View-Master è lo stereoscopio attualmente più conosciuto e diffuso e tra i più imitati. Introdotto sul mercato a partire dal 1939, ottiene subito un duraturo successo, grazie a un innovativo e pratico sistema a dischetti circolari che montano 7 coppie di diapositive stereoscopiche a colori. |  |